# Yann Chaussinand
Yann Chaussinand (* 11. Mai 1998 in Clermont-Ferrand) ist ein französischer Leichtathlet, der sich auf den Hammerwurf spezialisiert hat. Er ist der Sohn von David Chaussinand, der ebenfalls als Hammerwerfer aktiv war.

## Sportliche Laufbahn
Erste internationale Erfahrungen sammelte Yann Chaussinand im Jahr 2017, als er bei den U20-Europameisterschaften in Grosseto mit einer Weite von 73,47 m den fünften Platz mit dem leichteren 6-kg-Hammer belegte. Im Jahr darauf siegte er mit 68,93 m bei den U23-Mittelmeer-Meisterschaften in Jesolo und 2019 gelangte er bei den U23-Europameisterschaften in Gävle mit 68,97 m auf Rang acht. 2022 schied er bei den Weltmeisterschaften in Eugene mit 73,95 m in der Qualifikationsrunde aus und anschließend brachte er bei den Europameisterschaften in München in der Vorrunde keinen gültigen Versuch zustande. Im Jahr darauf brachte er bei der 1. Liga der Team-Europameisterschaft in Chorzów keinen gültigen Versuch zustande und anschließend schied er bei den Weltmeisterschaften in Budapest mit 72,17 m in der Qualifikationsrunde aus. 2024 gelangte er bei den Europameisterschaften in Rom mit 78,37 m auf Rang fünf. Anschließend belegte er bei den Olympischen Sommerspielen in Paris mit 77,38 m im Finale den achten Platz.
In den Jahren 2023 und 2024 wurde Chaussinand französischer Meister im Hammerwurf.